# Centrodora brevifuniculata
Centrodora brevifuniculata är en stekelart som beskrevs av Gennaro Viggiani 1972. Centrodora brevifuniculata ingår i släktet Centrodora och familjen växtlussteklar. Inga underarter finns listade.